# Austroberothella rieki
Austroberothella rieki is een insect uit de familie van de Berothidae, die tot de orde netvleugeligen (Neuroptera) behoort. 
Austroberothella rieki is voor het eerst wetenschappelijk beschreven door U. Aspöck & H. Aspöck in 1985.